# Historia del uniforme del Club Deportivo O'Higgins

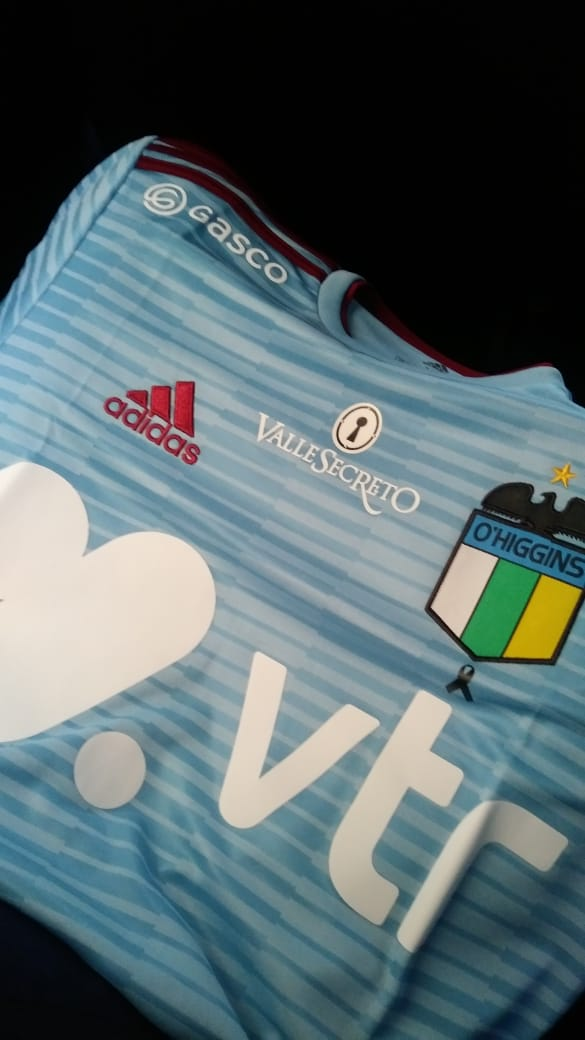
Camiseta de O'Higgins confeccionada por Adidas utilizada para la temporada del año 2018.

El uniforme del Club Deportivo O'Higgins es el utilizado por los jugadores del club de fútbol O'Higgins tanto en competencias nacionales como internacionales. Su color principal es el celeste, usado en su camiseta, inspirado en la selección uruguaya que en 1950 protagonizó el Maracanazo.
Como colores secundarios, usados en los uniformes de recambio, el club ha adoptado el verde y el amarillo, procedentes de los clubes fundadores O'Higgins Braden y América, respectivamente, y los que junto al celeste forman parte del escudo del club. Desde el año 2010 se implementó una camiseta albiverde en memoria al club O'Higgins Braden campeón de segunda división en 1954. Una camiseta similar se utilizó en la temporada 2017.

## Historia
Su color principal es el celeste, usado en su camiseta. En un principio, esta iba a ser de color rojo, más pantalón azul y medias blancas, pero la Asociación Central de Fútbol (ACF) lo prohibió porque se asemejaba a la camiseta de la selección nacional de Chile. Finalmente, se eligió el celeste, inspirado en la selección uruguaya que en 1950 protagonizó el Maracanazo. Los pantalones serían negros y medias celestes. El primer directorio solicitó la confección de dos juegos de uniformes a la Casa Alonso Hermanos de Santiago, las cuales debían entregarse el día 16 de abril, previo al primer encuentro amistoso ante Green Cross en Santiago.
Desde la década de 1960, salvo escasas variantes, la indumentaria era camiseta celeste, pantalón celeste y medias azuladas. Este diseño se mantuvo, salvo algunas variaciones menores en la tonalidad del celeste, e incluso se le agregaron figuras geométricas con mismo tono de celeste hasta comienzos de la década de 1990. El primer auspiciador fue Tur Bus en 1977, cabe destacar que el club también ocupó el isotipo de Codelco en épocas anteriores pero solo era por representar a los trabajadores de la cuprífera por lo que no recibía ganancias a cambio.
Desde el 2000 usó una indumentaria preponderantemente color celeste para la camiseta, solo hubo cambios en el pantalón y medias que se ocupó el negro, el auspicidor oficial fue Cerveza Cristal que permaneció en el club hasta el año 2007, en 2008 Productos Fernández auspicia.
Desde el 2022 la empresa de casino de juego Latamwin es el auspiciador oficial del club.

## Uniforme titular
| 1955-56 | 1957 | 1958-59 | 1960 | 1961 | 1962 | 1963-64 | 1965 | 1966 |

| 1967 | 1969 | 1970 | 1971-72 | 1973 | 1974-75 | 1976 | 1978 | 2009 |

| 2010 | 2011 | 2011 | 2012-13 | 2013-14 | 2014 | 2015 | 2016 | 2017 |

| 2018 | 2019 | 2020-21 | 2021 | 2022 | 2023 |

## Uniforme alternativo
| 1970 | 1977 | 1983 | 1984 | 1988-89 | 1990-98 | 1999-2005 | 2006 | 2007-2008 |

| 2009-10 | 2010 | 2011 | 2012 | 2012-13 | 2013-14 | 2014 | 2015 | 2016 |

| 2017 | 2018 | 2019 | 2020-21 | 2021 | 2022 | 2023 |

## Tercer uniforme y especiales
Para el año 2014, en el inicio de la Copa Libertadores, se creó un camiseta celeste con franjas azules además de pantalones y medias celestes, uniforme que debutó ante Lanús en Argentina. Al poco tiempo se oficializó como el titular del equipo durante todo el año.
| CLA 2014 | CLA 2014 | 2015 | 2018 | 2019 | 2020-21 | 2021 | 2022 | 2023 |

## Instituciones fundadoras
América vistió un uniforme consistente en camiseta amarilla, pantalón negro (o amarillo) y medias negras.
Por su parte, O'Higgins Braden utilizó una indumentaria consistente en una camiseta con rayas verticales verdes y blancas, pantalón negro y medias verdes.
| América | O'Higgins Braden | Braden | Instituto O'Higgins |

## Indumentaria y patrocinadores
| Período   | Proveedor             |
| --------- | --------------------- |
| 1988-1990 | Le Coq Sportif        |
| 1990-1998 | Adidas                |
| 1999      | Uhlsport              |
| 2000-2001 | Kelme                 |
| 2002-2003 | JCQ                   |
| 2004-2005 | Uhlsport              |
| 2005      | Training Professional |
| 2006-2008 | Lotto                 |
| 2009-2010 | Mitre                 |
| 2011      | O'Higgins             |
| 2012-2014 | Diadora               |
| 2015-2017 | New Balance           |
| 2018-2022 | Adidas                |
| 2023-     | Joma                  |

| Período   | Patrocinador |
| --------- | ------------ |
| 1976      | Tur Bus      |
| 1978-1993 | Codelco      |
| 1994-2006 | Cristal      |
| 2007-2009 | PF Alimentos |
| 2010-2012 | Agrosuper    |
| 2013      | TBF Global   |
| 2014-2018 | VTR          |
| 2019-2021 | Monticello   |
| 2022-2025 | Latamwin     |
| 2025-     | BC.Game      |

El club también ha contado con otros auspicios en su uniforme:  Codelco que ha estado en la mayoría de las camisetas del club, y la empresa chilena Sodimac, cuyo logotipo se incluyó en la parte de atrás del pantalón del primer equipo desde 2010 en adelante.
En el año 2005, el cuadro celeste incluyó en escudo "50 años" conmemorando así el cincuentenario del club.
El 2013 hasta la fecha, la dirigencia del club decide ocupar una banda de "luto" con la frase "siempre en nuestro corazón" debido a los hinchas fallecidos en el accidente de Tomé.
Desde el 2014, la empresa de telecomunicaciones VTR se convierte en el patrocinador principal.
Desde el 2014, las medias del uniforme titular y la de suplente incluyen el auspicio de Skin Bracer.
Por otro lado, las divisiones inferiores del club son auspiciadas por Joma aunque los auspiciadores oficiales del club no aparecen en las camisetas.